# Баевский, Артур Матвеевич
Артур Матвеевич Баевский (настоящее имя — Абрам Моисеевич Баевский; 3 мая 1892, Мелитополь, Таврическая губерния — 1971, Москва) — советский организатор кинопроизводства, сотрудник внешней разведки.

## Биография
Абрам Моисеевич (Абрам-Евель Мовшевич) Баевский родился в Мелитополе, в семье работника и впоследствии владельца типографии в Валуйках Моисея Львовича Баевского и Эсфири Самойловны Баевской. Окончил четырёхклассное городское училище, в 1911—1914 годах учился по классу вокала в частном музыкальном училище в Екатеринославе.
С 1914 года служил рядовым 150-го Таманского полка 38-й пехотной дивизии, участвовал в боевых действиях, в августе того же года попал в плен на австро-венгерском фронте в Галиции. После освобождения из плена в 1918 году поселился в Валуйках, где в 1919 году работал делопроизводителем Валуйского уездного здравотдела. В 1919—1920 годах — уполномоченный в управлении снабжения 8-й армии на Кавказском фронте, затем начальник гарнизона в Грозном. В марте 1920 года вступил в РКП(б).
После окончания Гражданской войны работал в военной цензуре Полевого штаба реввоенсовета республики в Москве, Симферополе и Ростове, с августа 1921 года — цензор-контролёр ИНФО ВЧК. С января 1922 по июль 1924 года — член правления « Госкино», с июля 1924 по февраль 1925 года — член правления Акционерного общества «Межрабпом-Русь», с февраля 1925 по сентябрь 1926 года — главный инспектор акционерного общества «Пролеткино». Одновременно учился на литературном факультете 1-го Московского государственного университета.
С октября 1926 года — уполномоченный 8-го (немецкого) отделения КРО ОГПУ, позднее перешёл в ИНО. С декабря 1930 года — сотрудник ИНО ОГПУ, в 1931—1933 годах — под прикрытием сотрудника полпредства работал в резидентуре ИНО в Берлине, в 1933—1934 годах — референт НКВД и сотрудник центрального аппарата ИНО. В 1934—1937 годах — под прикрытием секретаря отдела торгпредства СССР в Швеции работал резидентом ИНО в Стокгольме (псевдоним «Гаиб»); в 1937—1938 годах — референт НКВД и сотрудник 7-го отдела ГУГБ НКВД. В 1938 году уволен из НКВД по состоянию здоровья.
В 1938 году — заведующий актёрским бюро киностудии «Мосфильм», в 1938—1940 годах — помощник реквизитора, в 1940—1941 годах — сменный диспетчер «Мосфильма».
С началом Великой Отечественной войны в июле 1941 года записался в народное ополчение. С 28 ноября 1941 по 17 февраля 1942 года служил в звании техника-интенданта 2-го ранга в 1313-м стрелковом полку 77-й гвардейской стрелковой дивизии на Западном фронте. Затем был отправлен в эвакуацию. С сентября по ноябрь 1942 года — заместитель начальника отдела кадров Центральной объединенной киностудии (ЦОКС) в Алма-Ате, с декабря 1942 по октябрь 1943 года — помощник начальника специального цеха Научно-исследовательского кинофотоинститута. С января 1944 года — вновь диспетчер на киностудии «Мосфильм».
В 1944—1950 годах — заместитель начальника отдела материально-технического снабжения «Союзэкспортстроя», начальник сектора оформления бюро распространения типовых проектов «Союзэкспортстроя».

## Семья
- Жена — Валентина Юльевна Баевская, машинистка в редакции журнала «Огонёк». По происхождению австрийская еврейка, вышла замуж за Баевского во время его пребывания в плену.[6]
  - Сын — лётчик-испытатель Георгий Артурович Баевский, Герой Советского Союза.
  - Сын Владимир в 1941 вступил в ополчение, в боях под Москвой потерял ногу. После войны был фотографом.[7]
- Брат — сценарист Соломон Лазурин.